# Conservazione e restauro di oggetti in ceramica

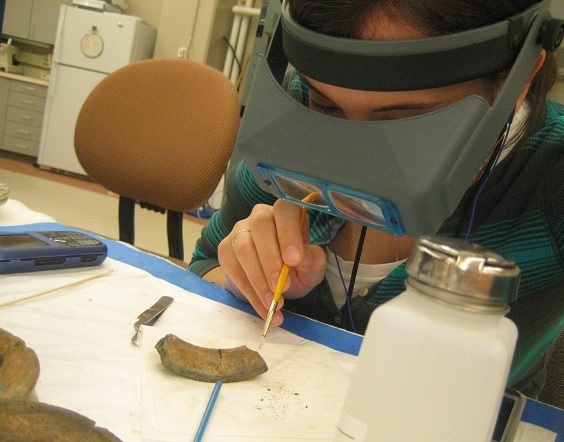
Un tecnico museale applica acetone su un pezzo di ceramica per rimuovere un precedente adesivo conservativo della colla Duco. Questo oggetto proviene dalla collezione dell'Indiana State Museum.

La conservazione e il restauro degli oggetti in ceramica è un processo dedicato alla conservazione e alla protezione degli oggetti di valore storico e personale realizzati in ceramica. Tipicamente, questa attività di conservazione-restauro viene svolta da un conservatore-restauratore, soprattutto quando si tratta di un oggetto facente parte del patrimonio culturale. La ceramica viene creata dalla produzione di rivestimenti di materiali inorganici e non metallici utilizzando il riscaldamento e il raffreddamento per creare uno smalto. Questi rivestimenti sono spesso permanenti e sostenibili per scopi utilitaristici e decorativi. I processi come la pulizia, la manipolazione, la conservazione e in generale il trattamento della ceramica sono affini a quelli usati con il vetro perché sono costituiti da componenti simili ricchi di ossigeno, come i silicati. Nel campo della conservazione, la ceramica è suddivisa in tre gruppi:
- argilla non cotta
- terracotta
- grés e porcellana

## Deterioramento della ceramica

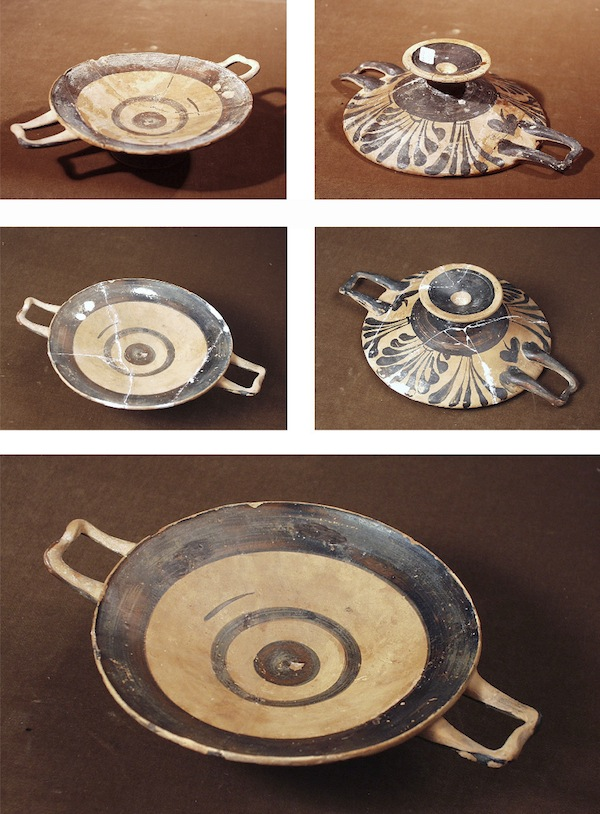
Kylix prima e dopo la conservazione - restauro.

Tutti i materiali utilizzati per la costruzione prima o poi si degradano e si deteriorano. Il degrado di un oggetto avviene a seguito dell'interazione con l'ambiente o con i materiali che lo compongono; tuttavia, nel caso della ceramica, i fattori ambientali sono la causa principale ed esistono diversi modi in cui si decompone fisicamente e chimicamente.
Inoltre, il tipo di ceramica influenzerà il modo in cui essa si decomporrà. L'argilla cruda è solubile in acqua e instabile. La terracotta è l'argilla cotta a una temperatura compresa tra 1.000 e 1.200 °C. La cottura rende l'argilla insolubile in acqua ma non consente la formazione di un esteso tessuto vitreo all'interno dell'organismo. Sebbene sia insolubile in acqua, il corpo poroso della terracotta consente all'acqua di penetrare. È possibile applicare uno smalto che proteggerà gli oggetti in ceramica dall'acqua. A causa della sua porosità, la terracotta è sensibile all'umidità e crea problemi tra cui crepe, rotture e crescita di muffe. La porcellana e il gres vengono cotti alle temperature più elevate tra 1200–1400 °C. Le miscele di argilla porcellanata vengono cotte per creare una superficie non porosa e molto dura. Tuttavia, i materiali creano anche una superficie molto fragile che aumenta il rischio di scheggiature, crepe e rotture.

### Degrado fisico
A causa della loro fragilità, i danni alla ceramica derivano generalmente da una cattiva manipolazione e imballaggio. Tuttavia, anche altri fattori, come atti vandalici, gelo, muffe e altri eventi simili, possono incidere sul danno.

#### Difetti di fabbricazione
Noto anche come "vizio intrinseco", l'instabilità intrinseca del tessuto e dei componenti di un oggetto può portare al suo stesso degrado fisico. Ciò è difficile da prevenire perché si verifica all'interno del tessuto del materiale e quindi è un evento naturale. Il deterioramento di un oggetto può avvenire anche prima che l'oggetto venga utilizzato. Il modo in cui viene creato il pezzo può instillare difetti di fabbricazione. Ciò significa che gli oggetti possono danneggiarsi anche prima di essere utilizzati. Ciò includerebbe un corpo che contiene quantità inadeguate di materiali di riempimento. Un secondo difetto tipico è dovuto alla cattiva progettazione e costruzione. Un esempio di questo potrebbe essere un pezzo di ceramica con un manico troppo sottile per sostenere il peso della tazza di cui fa parte. Un terzo difetto di fabbricazione è la cottura imprudente: un pezzo di ceramica che è stato cotto troppo rapidamente o lasciato asciugare in modo non uniforme si crepa o si rompe.

#### Impatto e abrasione
Data la sua natura delicata, la ceramica utilizzata per un periodo di tempo subirà crepe, intaccature e imperfezioni. Inoltre, in un ambiente museale, possono verificarsi danni derivanti dall'imballaggio, dallo stoccaggio e dalla manipolazione degli oggetti.

#### Gelo
Possono verificarsi danni quando la ceramica è esposta a temperature molto fredde e al gelo. Il problema si verifica quando all'interno dei pori del pezzo ceramico si formano cristalli di ghiaccio. La brina all'interno dei pori eserciterà una pressione sul tessuto della ceramica e causerà la rottura del materiale.

### Crescita della muffa
Quando l'umidità è elevata possono iniziare a formarsi muffe sulla ceramica, in particolare su quelle prive di smalto. Le spore della muffa si trovano in tutta l'atmosfera e si attaccano ai substrati adatti, compresa la ceramica. Le ceramiche di terracotta sono spesso colpite a causa della loro porosità e mancanza di smalto.

### Degradazione chimica
La degradazione chimica degli oggetti non avviene nella struttura fisica dell'oggetto ma piuttosto a livello chimico. La degradazione dei costituenti chimici di un oggetto ostacolerà o indebolirà la stabilità dell'oggetto quando esposto a fattori ambientali quali acqua, aria, inquinamento, calore, umidità e simili.

#### Acqua
L'acqua può sciogliere o deformare le ceramiche cotte a fuoco basso, cioè a temperature intorno ai 600 °C. La ceramica cotta ad alte temperature può anche contenere componenti minerali idrosolubili, ad esempio gesso o calcite. Inoltre, l’acqua può trasportare soluti che danneggiano la ceramica. Ad esempio, l'anidride carbonica disciolta aumenta la solubilità della calcite reagendo per formare bicarbonato di calcio che è relativamente solubile. L’acqua stagnante è meno dannosa perché l’anidride carbonica non viene esaurita.

#### Sali solubili
Un problema di degrado comune nella ceramica riguarda i sali solubili. Essi possono penetrare nel corpo argilloso dall'ambiente, ad esempio rimanendo sepolti sottoterra per decenni, oppure sono già presenti in natura a causa dei componenti dei materiali o dell'argilla utilizzata. Oggetti non archeologici, come le stoviglie moderne, possono acquisire sali dall'uso normale come la conservazione del sale. I sali solubili rispondono ai cambiamenti di umidità sia alti che bassi. In condizioni di elevata umidità i sali diventano solubili e in condizioni di bassa umidità cristallizzano. Il passaggio da solubile a cristallizzato e viceversa danneggia la superficie della ceramica perché i cristalli di sale sono più grandi del sale liquido e quindi restringono ed espandono il corpo ceramico. Una patina bianca sulla superficie è la prima indicazione di sali solubili, ovvero il sale che si sta cristallizzando. Con il passare del tempo la componente fisica del corpo si sgretolerà fino alla completa distruzione.

## Cura preventiva della ceramica
Nell’ambito della conservazione esistono due pratiche distinte: conservazione non interventiva (detta anche passiva) e attiva. I tipi di conservazione non interventiva vengono utilizzati per controllare l’ambiente circostante come luce, umidità e temperatura. La conservazione attiva avviene quando un conservatore pratica trattamenti per alleviare i problemi fisici dell'oggetto come sbiadimento, scheggiatura o rotture.

### Esposizione
Sebbene la ceramica sia utilitaristica, alcuni pezzi sono realizzati per essere opere d'arte e quindi esposti. L'esposizione impropria di un oggetto può causare danni fisici o chimici derivanti dall'ambiente. Una delle cause più comuni di danneggiamento è la caduta di un pezzo di ceramica da uno scaffale. Per evitare questo problema, molte case storiche rivestiranno gli scaffali espositivi con un sottile strato di ethafoam (schiuma di polietilene) o pluriball.

### Archiviazione

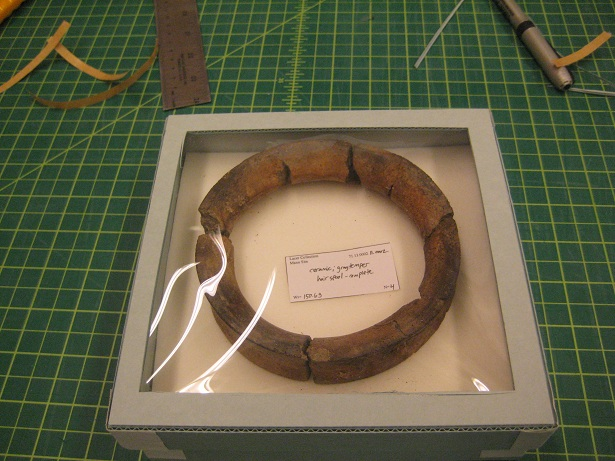
Questo anello in ceramica è contenuto in una scatola di cartone blu con coperchio in plastica acrilica. L'anello è adagiato su uno strato di ethafoam intagliato per evitare che si sposti durante la manipolazione.

La ceramica è di natura molto delicata e possono verificarsi danni anche quando viene riposta. Il modo più comune in cui le ceramiche si danneggiano è quando sono impilate una dentro l'altra. A meno che non faccia parte del progetto originale, in genere questo comportamento causerà scheggiature, crepe o rotture. Alcune ceramiche, a seconda della loro provenienza, sopravvivono meglio a diverse condizioni di temperatura e umidità. La ceramica che è stata sepolta, ad esempio proveniente da un sito archeologico, è meglio che sia conservata a un'umidità costantemente bassa. Ciò contribuirà a evitare che i sali subiscano efflorescenza, un processo che può rovinare la superficie e rimuovere lo smalto superficiale.
In generale le ceramiche sono tipicamente inerti e non sensibili a livelli di luce elevati. Tuttavia, cambiamenti estremi di temperatura e umidità possono causare danni chimici e fisici. In genere, i musei si sforzano di conservare la ceramica, così come molti altri tipi di materiali, a una temperatura stabile di 20 °C con ± 3 °C. Inoltre l'umidità relativa dovrebbe essere stabilizzata al 50% anche con un ±5%. Conservare oggetti vicino a finestre, stufe, caminetti e pareti esterne può creare un ambiente instabile con fluttuazioni di temperatura e umidità e aumentare il rischio di danni.
Alcuni materiali di conservazione possono essere dannosi per gli oggetti in ceramica. Il feltro di lana attira e ospita insetti tra cui tarme e pesciolini d'argento che possono essere potenzialmente molto dannosi per altri tipi di materiali di raccolta. La schiuma di poliuretano si deteriora nel tempo, lasciando un sottoprodotto appiccicoso e acido.

### Gestione
Una delle regole nella gestione degli oggetti è trattare ogni oggetto come se fosse fragile e facilmente infrangibile. I tecnici, i curatori e i conservatori dei musei sono addestrati a preparare un piano di trasloco prima ancora che un oggetto venga toccato. Un recipiente, o qualsiasi oggetto, deve essere tenuto e maneggiato dalla sua parte più resistente, come la base, e con entrambe le mani. Aree come il manico o il collo di un recipiente tendono ad essere i punti più deboli e potrebbero rompersi se toccati da questi componenti.

## Rimozione delle precedenti azioni di conservazione
Possono verificarsi danni anche alla ceramica derivante da precedenti restauri. Sebbene l'intento fosse quello di riparare l'oggetto per l'uso o l'esposizione, è ora noto che alcune pratiche datate aumentano i danni sia fisicamente, da rivetti o graffette, sia chimicamente, da adesivi precedentemente utilizzati che rilasciano gas.

### Rimozione del rivestimento superficiale
La sovraverniciatura è una tecnica utilizzata per coprire le imperfezioni sulla superficie di un pezzo di ceramica. Le differenze possono essere viste ad occhio nudo a causa dello scolorimento, di un abbinamento inadeguato e di cambiamenti nella consistenza o nella lucentezza. Una sottile differenza può essere vista anche dai restauratori utilizzando l'illuminazione e l'ingrandimento. Le sovraverniciature ed i rivestimenti superficiali possono essere rimossi meccanicamente o con l'uso di solventi.
La rimozione meccanica della sovraverniciatura include tecniche fisiche per rimuovere il rivestimento dalla superficie. Su una superficie vetrata è possibile utilizzare un ago affilato o un bisturi. Se la rimozione meccanica non è possibile senza danneggiare la superficie, è possibile utilizzare dei solventi. Quelli tipicamente utilizzati sono acqua, acquaragia minerale, alcol denaturato industriale (alcol denaturato), acetone e diclorometano che di solito si trova sotto forma di sverniciante commerciale. Il solvente appropriato funziona applicando sulla superficie ceramica con un batuffolo di cotone e facendolo rotolare sulla superficie anziché strofinarlo. Strofinare il solvente sulla superficie premerà infatti la vernice su di essa anziché sollevarla.

### Rimozione dei materiali di riempimento
I materiali di riempimento vengono utilizzati per riempire le parti mancanti o le rotture in un pezzo di ceramica al fine di stabilizzare il pezzo stesso. Una vasta gamma di materiali e tecniche sono state utilizzate per ripristinare le perdite nella ceramica. Oggi i materiali di riempimento più comuni sono costituiti da riempitivi a base di solfato di calcio o resine sintetiche come resina epossidica, acrilica o poliestere. Queste nuove resine sono più resistenti e non danneggiano l'oggetto. Rimuovere i materiali di riempimento precedenti, meccanicamente o chimicamente, e sostituirli con nuovi riempitivi può aiutare a mantenere il pezzo forte e stabile.
I riempitivi possono essere rimossi fisicamente con metodi meccanici, a seconda del tipo di materiale di riempimento. La malta cementizia può essere rimossa gradualmente con martello e scalpello. L'intonaco può essere facilmente rimosso attraverso metodi meccanici come la scalpellatura e la scheggiatura con strumenti affilati. Seghe, trapani e altri metodi meccanici possono essere utilizzati per rimuovere la maggior parte dei materiali sporgenti; tuttavia, possono verificarsi graffi, scheggiature e rotture.
Il materiale di riempimento può anche essere rimosso chimicamente. In genere, la rimozione chimica viene utilizzata una volta rimasta la maggior parte del materiale di riempimento e solo una piccola porzione.
A differenza degli adesivi, i riempimenti tendono ad essere più facili da rimuovere dalla ceramica. Il gesso di Parigi è un esempio di riempimento che si sfalda facilmente con il calore.

### Rimozione degli adesivi

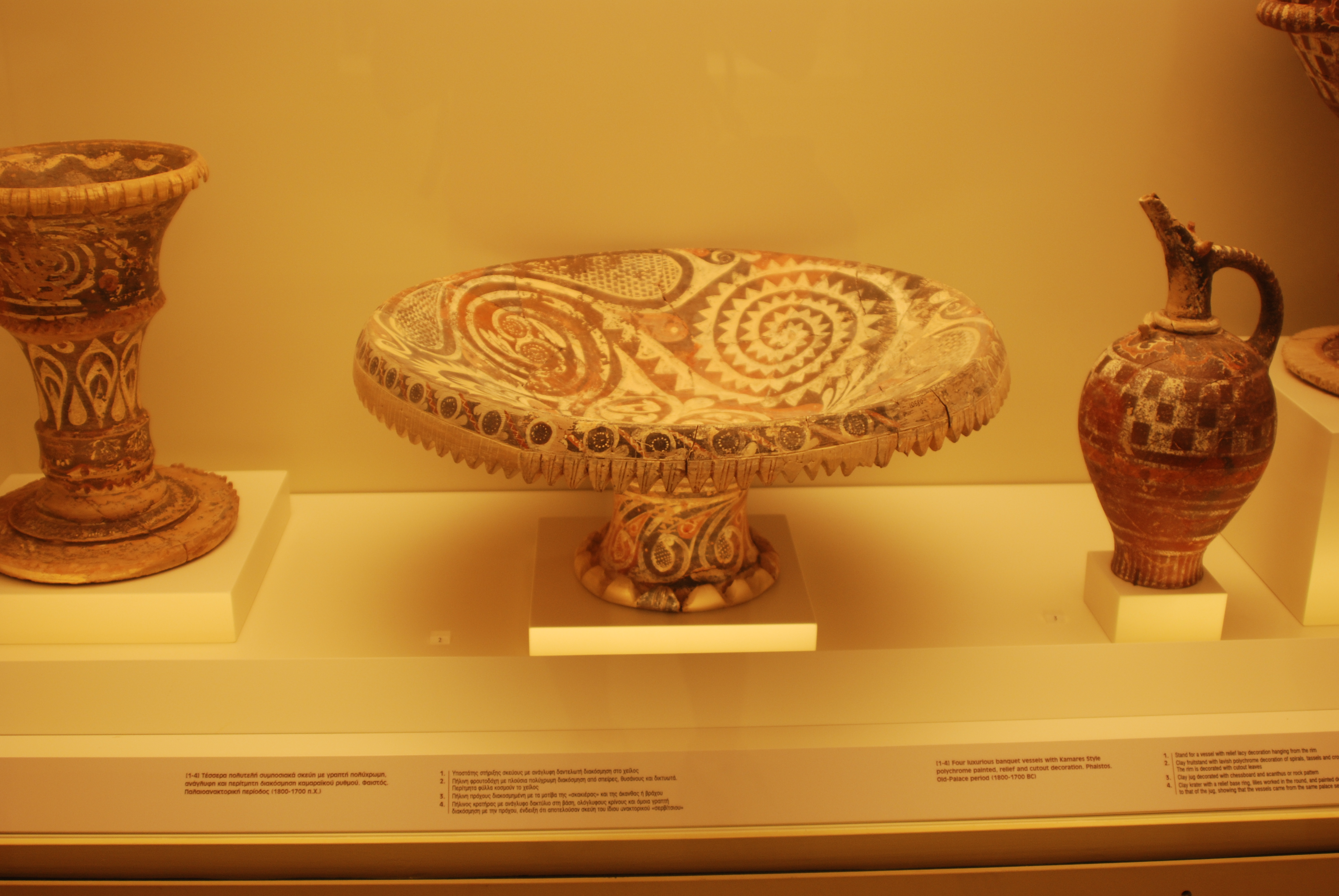
Un pezzo di ceramica minoica proveniente dal Museo Archeologico di Herakleion che è stato sottoposto a restauro.

La scelta del solvente corretto si basa sull'identificazione dell'adesivo stesso. Ogni adesivo ha un solvente particolare che funziona meglio per scomporre la sua composizione chimica. Colore, durezza e altre proprietà fisiche consentiranno l'identificazione dell'adesivo. L'adesivo può ammorbidirsi una volta esposto al solvente, sia in forma liquida che di vapore, per un certo tempo. La durata del tempo dipende dalla solubilità dell'adesivo e dallo spessore del giunto. I corpi porosi, le argille a bassa cottura, vengono talvolta pre-imbevuti in acqua per evitare che l'adesivo venga risucchiato nel corpo una volta che si unisce alla soluzione di rimozione. Se l'adesivo da rimuovere fa parte del supporto dell'oggetto, verranno utilizzati dei supporti, come carta velina o sostegno dell'oggetto, per assicurarsi che l'oggetto non subisca danni una volta rimosso l'adesivo, che quando non è sufficientemente ammorbidito può portare con sé parte della superficie ceramica quando viene rimosso. Le informazioni sui solventi per adesivi specifici si trovano di seguito, sotto ciascuna sezione relativa agli adesivi.

## Pulizia
La rimozione dello sporco e dei depositi superficiali favorisce la salute e la longevità di un oggetto. Polvere e grasso possono essere trattenuti liberamente sulla superficie da forze elettrostatiche o legami chimici deboli e vengono facilmente rimossi. Alcuni depositi, come i sali di calcio, possono aderire fortemente alla superficie della ceramica, soprattutto se non è smaltata. Esistono due metodi principali con cui la ceramica viene pulita e trattata: meccanicamente e chimicamente.
Non tutti i pezzi in ceramica sono asciutti quando necessitano di pulizia. Alcune ceramiche, come quelle scavate archeologicamente, saranno di natura umida o bagnata. I conservatori tendono a rimuovere lo sporco superficiale prima che l'oggetto sia completamente asciutto. Questo viene fatto perché è più facile da eseguire prima che lo sporco si indurisca e perché una volta asciugato lo sporco potrebbe restringersi e causare danni fisici alla superficie della ceramica. Alcune ceramiche vengono mantenute umide fino al completamento del trattamento.

### Metodi meccanici
I metodi meccanici includono spolveratura, raccolta, taglio e abrasione. La pulizia meccanica è in genere molto più facile da controllare rispetto ai trattamenti chimici e non vi è alcun pericolo che lo sporco venga assorbito in una soluzione e di conseguenza dalla ceramica. Il pericolo della pulizia meccanica è la possibilità che la superficie si rompa o si graffi mentre si utilizza uno strumento meccanico per pulire un oggetto. Lo spolvero viene utilizzato quando lo sporco non aderisce fortemente alla superficie della ceramica e viene effettuato con una spazzola o un panno morbido. I grandi vasi in ceramica vengono puliti con un delicato aspirapolvere con la testina morbida ricoperta di mussola. Il "prelievo e taglio" viene utilizzato quando sulla superficie sono presenti sporco indurito, incrostazioni o vecchi materiali di ripristino. Vengono utilizzati aghi, bisturi affilati, altri strumenti su misura, solitamente in legno, e utensili elettrici di tipo "vibro". I pericoli associati a questi strumenti sono l'aumento del rischio di graffi, crepe e rotture dell'oggetto a causa della pressione.
L'abrasione è il processo in cui i depositi superficiali vengono rimossi utilizzando abrasivi. Essi sono disponibili sia in forma solida che in crema. Le forme solide di abrasivi includono le spazzole in fibra di vetro o le frese di gomma su un trapano dentale. Le creme lucidanti sono comunemente utilizzate per rimuovere strati sottili di depositi superficiali insolubili come il calcio, con l'aiuto di carta o pellicola durante il procedimento. Queste creme possono rimuovere anche lo sporco superficiale e i segni lasciati dagli attrezzi. Le migliori creme per ceramica non hanno oli, grassi o candeggina come additivi e vengono utilizzate solo sulla ceramica smaltata.

### Metodi chimici
I metodi chimici per la pulizia della ceramica coinvolgono acqua, solventi, acidi e alcali. Come metodo di conservazione può essere utilizzato un prolungato ammollo in acqua. L'obiettivo è rimuovere le macchie dalla superficie o rimuovere i sali solubili nel corpo dell'argilla.

## Riparazione e restauro
La riparazione e il restauro della ceramica sono avvenuti da quando è stata inventata la ceramica, inclusi otturazioni, adesivi, rinforzi e persino lavori di rattoppo. La storia della riparazione della ceramica è vasta e spazia da diversi metodi e metodologie. Ad esempio, nella Cina del XVI secolo, le persone riparavano le ceramiche rotte utilizzando pezzi di altri oggetti per mascherare la toppa. Un manoscritto del XVI secolo descrive il processo di riparazione delle ceramiche rotte:
"I vecchi pezzi di porcellana di qualsiasi fornace famosa, come gli incensieri, mancano di orecchie o piedi o se i vasi hanno i bordi della bocca danneggiati si possono usare vecchi pezzi per rattoppare l'[oggetto] antico; e se qualcuno aggiunge glassa e poi cuoce è uguale all'[oggetto]antico. Ma il colore è debole sulla toppa. Eppure la gente preferisce questo al[l' oggetto] nuovo e se si usa il metodo di soffiare lo smalto sulle parti rattoppate c'è ancora meno traccia [del rattoppamento]. 
Oggi ci sono nuovi progressi nel restauro ceramico tra cui consolidamento, incollaggio, adesivi, spine Dowel, rivetti e riempitivi.

### Consolidamento
Il consolidamento è il processo in cui il tessuto della ceramica viene rafforzato introducendo un materiale nel tessuto che lo unirà. Le ceramiche più comuni che necessitano di consolidamento sono pezzi scavati perché tendono ad aver perso i tessuti leganti a causa della lisciviazione o dell'assorbimento di sali solubili. Un consolidante funziona in due modi: o si lega chimicamente alle particelle della ceramica oppure può formare meccanicamente un sistema di supporto senza reagire con il tessuto stesso. I consolidanti chimici utilizzati nella conservazione moderna includono isocianati, silani, silossani e metilmetacrilati; più frequentemente vengono però utilizzati i consolidanti che creano un sistema di supporto meccanico.

#### Adesivi

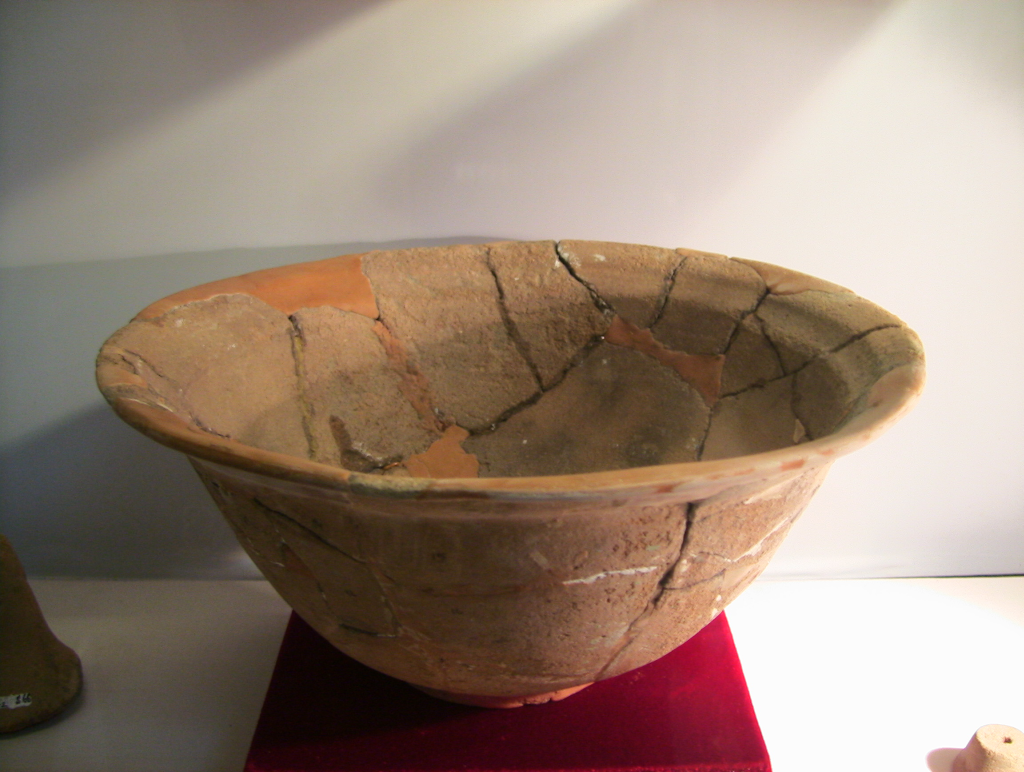
Ciotola in ceramica riparata dal Museo Nazionale di Storia del Vietnam.

Un composto chimico che aderisce o lega insieme gli oggetti, come i pezzi di ceramica. Nella conservazione della ceramica esistono diverse tipologie che vanno dagli adesivi naturali a quelli artificiali. I conservatori caratterizzano il miglior adesivo come quello che può essere rimosso facilmente in caso di necessità.

##### Colla animale
La colla animale è un adesivo ampiamente utilizzato derivato da parti di animali come ossa o pelle. È un adesivo morbido e può apparire bianco, ma solitamente ha un aspetto giallo pallido o marrone. La colla animale è molto morbida e può essere facilmente scomposta e rimossa con acqua tiepida e vapore. Sebbene facilmente reversibile, la relativa facilità con cui la colla si rompe lo rende un metodo di incollaggio meno forte.

##### Gommalacca
Un vecchio adesivo ampiamente utilizzato di aspetto arancione o marrone molto scuro. Una volta essiccato, l'adesivo è molto duro e con il tempo diventa sempre più fragile. La gommalacca non si decompone facilmente con i prodotti disponibili in commercio. Inoltre, la resina contiene coloranti naturali che possono macchiare la ceramica di rosa o nero. Il solvente che funziona meglio su questa resina è lo "spirito metilato industriale" (IMA - Industrial methylated spirit). La gommalacca viene preparata sciogliendo scaglie di gommalacca in alcool caldo. Le proprietà della gommalacca la rendono vulnerabile alle condizioni climatiche e incline a deteriorarsi nel tempo e può danneggiarsi anche sotto la luce (che generalmente è calda) di proiettori utilizzati ad esempio nella fotografia.

##### Resina epossidica
La resina epossidica viene generalmente utilizzata dagli anni '30 ed è un'indicazione del moderno lavoro di conservazione. In generale è molto dura, ma a differenza della gommalacca non è fragile. Il colore può variare dal giallo/verde al giallo scuro/marrone. L'ingiallimento della resina è indice di invecchiamento.

##### Adesivi in gomma
I cementi di gomma sono soluzioni di prodotti di gomma sintetica o naturale in solventi, con o senza resine e gomme. Vulcanizzatori, acceleratori e stabilizzanti sono considerati problematici a causa della natura dei loro composti. Un esempio è l'additivo dello zolfo, che è dannoso per alcuni tipi di materiale, compreso l'argento, perché può provocarne lo scolorimento. Gli adesivi in gomma possono essere confusi con le resine epossidiche a causa del loro aspetto simile. Tuttavia, a differenza delle resine epossidiche, gli adesivi in gomma si allungano quando vengono tirati. Come solvente vengono utilizzati i marchi di solventi Nitromors o Polystrippa, ma anche l'acqua calda può allentare il legame.

##### Polimeri di acetato di vinile
I polimeri dell'acetato di vinile comprendono acetato di polivinile, alcool polivinilico e acetale di polivinile; provengono tutti da prodotti di reazione dell'acetato di vinile. È noto che alcune forme di acetati sono acide e danneggiano un oggetto con il contatto diretto. Inoltre, le miscele di acetato di polivinile tendono a degradarsi durante lo stoccaggio e a rilasciare acido acetico, che in alcuni casi può corrodere il piombo. La colorazione di questo composto varia dal trasparente/bianco al giallo tenue. Man mano che invecchia, cambierà in un giallo più intenso. Può avere un aspetto simile agli adesivi in gomma, ma la differenza è che il PVA diventa bianco quando entra in contatto con l'acqua. Come solventi vengono generalmente utilizzati acqua calda e acetone.

##### Nitrato di cellulosa
Esistono forme antiche e moderne di questo adesivo. Mentre entrambi tendono a tingersi di giallo man mano che invecchiano, la forma iniziale tende a diventare più fragile rispetto alla versione moderna, che contiene un plastificante per rendere il composto più stabile. Come per molti adesivi, come solvente viene generalmente utilizzato l'acetone, ma è possibile utilizzare anche l'IMS.

##### Paraloid B-72
B-72 è una resina termoplastica creata da Rohm and Haas per essere utilizzata come rivestimento superficiale e come veicolo per l'inchiostro flessografico. Tuttavia il B-72 viene ora utilizzato maggiormente come adesivo specifico per ceramica e vetro. Uno dei principali vantaggi del B-72 come consolidato è che è più forte e più duro del polivinilacetato senza essere estremamente fragile. Questo adesivo è più flessibile di molti altri adesivi comunemente utilizzati e tollera sollecitazioni e sollecitazioni su una giunzione che la maggior parte degli altri non può sopportare. Uno dei principali svantaggi dell'utilizzo del B-72 è la difficoltà di applicare la resina acrilica come adesivo, così come la difficoltà nel manipolare la sostanza come agente lavorabile. Il solvente più adatto per B-72 è l'acetone.
A differenza del nitrato di cellulosa, il B-72 non necessita di additivi come plastificanti per stabilizzarne la durata. La silice colloidale pirogenica è una sostanza chimica che può essere aggiunta per favorire la lavorabilità della resina. Inoltre, la ricerca mostra che la silice distribuisce meglio lo stress e la deformazione che si verificano durante l'evaporazione del solvente e durante l'indurimento della pellicola adesiva.

### Spine Dowel e rivetti
Spine Dowel e rivetti sono modi fisici in cui la ceramica può essere rinforzata sotto la superficie. Le spine Dowel sono aste cilindriche costituite da legno, metallo o plastica. Vengono forati nel pezzo di ceramica e solitamente vengono fissati nel foro con un adesivo utilizzato per riparare il pezzo di ceramica. Rimuovere le spine può essere difficile perché si trovano sotto la superficie e solitamente sono nascosti. I conservatori taglieranno le spine con una sega da perforazione e ammorbidiranno l'area con un solvente, come l'acetone, per rimuovere due pezzi di ceramica l'uno dall'altro.
La rivettatura è un processo in cui vengono praticati dei fori sulla superficie della ceramica ma non attraversano completamente il pezzo. I rivetti sono angolati verso il giunto e forniscono ulteriore supporto strutturale. Esistono due metodi per rimuovere i rivetti: il 'taglio' e il 'tiro'. Il metodo "tagliato" consiste nel tagliare i rivetti al centro con una lima e poi estrarli. Il metodo "tirato" prevede il posizionamento di una lama sottile sotto il rivetto e l'espulsione dell'eventuale guarnizione in gesso. Questo metodo utilizza la leva per estrarre il rivetto dal pezzo di ceramica.

### Riempitivi
I riempitivi vengono utilizzati per sostituire lacune e perdite dei materiali ceramici sia per ragioni estetiche che di supporto. Esistono diversi materiali di riempimento utilizzati nella ceramica, incluso il gesso di Parigi e altri stucchi e riempitivi disponibili in commercio.
Il gesso di Parigi è un materiale costituito da solfato di calcio emiidrato e viene prodotto riscaldando il gesso a 120 °C. La formula chimica è la seguente: :CaSO4 ·2H2O + Calore → CaSO4·½H2O + 1½ H2O (rilasciato come vapore). Quando miscelato con acqua, si verifica una reazione esotermica e forma un riempimento bianco duro simile alla densità della ceramica cotta. Sono disponibili diversi gradi di intonaci che variano in base alla dimensione delle particelle, al tempo di presa, alla densità, all'espansione e al colore.
Una miscela di resina termoplastica cera sintetica sviluppata da John W Burke e Steve Colton nel 1997 può essere utilizzata per compensare le perdite negli oggetti provenienti da materiali traslucidi come alabastro, marmo, calcite, diorite e anidrite. La miscela è composta da polivinilacetato (PVAC) AYAC, copolimeri di etilene acido acrilico (EAA) AC 540 e 580, antiossidanti Irganox 1076 o 1035, pigmenti secchi, polvere di marmo e altri additivi che sono stati tutti fusi insieme. Questa resina di cera è un sostituto migliore delle resine di cera perché la cera raccoglie polvere e sporco e rende evidente il riempimento. La resina di poliestere e le resine epossidiche sono tossiche e nocive. La cera-resina è veloce e facile da usare, rendendola una possibile nuova alternativa per riempire i materiali nel campo della conservazione. La cera-resina funziona meglio su perdite che consentono un ampio contatto con la superficie originale trattata con primer e su perdite più spesse di 1/16 di pollice (circa 1,5 mm). Perdite superficiali e piccoli spazi vuoti sono più difficili a causa della facilità con cui il riempimento viene estratto.

## Istruzione e formazione
In Francia, i conservatori specializzati in maiolica e vetro vengono formati presso l'Institut National du Patrimoine (Istituto nazionale dei beni culturali). La loro missione è intervenire quando le risorse del patrimonio sono minacciate o deteriorate per diversi motivi. Il conservatore impedisce che le opere d'arte scompaiano o perdano il loro scopo analizzando la complessa fase della sua storia materiale e le cause dell'alterazione.
Anche l'Università di Amsterdam, la SSUD di Brno, il Museo internazionale delle ceramiche a Faenza, la Nuova Università di Lisbona e l'Accademia di belle arti Eugeniusz Geppert di Breslavia si occupano di conservazione e restauro di oggetti in ceramica.